# Roberto II (mordomo do palácio)
Roberto II foi um nobre franco da Nêustria do século VII e mordomo do palácio de Clotário III, rei dos francos.

## Biografia
Pouco se sabe sobre sua ascendência. Para alguns linhagistas Roberto seria filho de Lamberto I ou até de Cariberto de Hesbaye e sobrinho de Roberto, referendário de Dagoberto I o que é pouco provável. Ele estava no tribunal de Clóvis II em 654 e se opôs a Erquinoaldo, mordomo do palácio, com pouco proveito. Mais tarde, ele se tornou conde palatino e chanceler ou mordomo do palácio de Clotário III, rei dos Francos na Nêustria. Aliado de Ebroíno, ele executou sob sua ordem e contra a sua vontade Saint Léger em 2 de outubro de 677 ou 679. Ele morreu em 12 de setembro de 678/679 e sua viúva Théoda herdou sua propriedade morrendo também no mesmo ano. Théoda é um diminutivo de Théodrade, e como seu filho Lamberto foi colocado sob a proteção Teodardo de Maastricht, bispo de Tongres sucedendo-lhe mais tarde como bispo, o historiador Christian Settipani propõe a vê-la como uma irmã de Teodardo.
Seria o pai ou avô de Lamberto de Hesbaye tornando-se um ancestral dos Robertinos e dos Capetianos. De acordo com Settipani, Roberto II também seria pai ou avô de Charivio, ancestral da Dinastia Rorgonida.